# Just Dance 2020
A Just Dance 2020 táncolós ritmusjáték, melyet a Ubisoft fejlesztett és jelentetett meg. A játékot 2019. június 10-én, a Ubisoft E3-sajtótájékoztatóján jelentették be, és 2019. november 5-én jelent meg Nintendo Switch, Wii, PlayStation 4, Xbox One és Stadia platformokra. A 2020 volt a sorozat első tagja, amely Stadiára is megjelent. A játék 2020. március 12-én jelent meg Japánban.

## Játékmenet
A sorozat korábbi tagjaihoz hasonlóan a 2020-ban a játékosoknak a képernyőn megjelenő táncosok koreográfiáját kell lemásolniuk egy mozgásérzékelős kontroller vagy egy okostelefonos alkalmazás használatával. Utóbbi a Wii-verzióban nem kapott helyet.
A játék felhasználói felülete és funkciói nagyvonalakban megegyeznek a 2019-nél látottakkal, azonban „All Stars” néven egy új játékmód is helyet kapott, amely a sorozat tizedik évfordulóját ünnepli meg a korábbi játékokat jelképező dalokkal.

## Dallista
A következő dalok kaptak helyet a Just Dance 2020-ben:
| Dal                                    | Előadó                                                 | Év   |
| -------------------------------------- | ------------------------------------------------------ | ---- |
| 365                                    | Zedd és Katy Perry                                     | 2019 |
| 7 Rings                                | Ariana Grande                                          | 2019 |
| Always Look on the Bright Side of Life | The Frankie Bostello Orchestra                         | 1979 |
| Baby Shark                             | Pinkfong                                               | 2015 |
| Bad Boy                                | Riton és Kah-Lo                                        | 2018 |
| Bad Guy                                | Billie Eilish                                          | 2019 |
| Bangarang                              | Skrillex (közreműködik Sirah)                          | 2012 |
| Bassa Sababa                           | Netta                                                  | 2019 |
| Con Altura                             | Rosalía és J Balvin (közreműködik El Guincho)          | 2019 |
| Con Calma                              | Daddy Yankee featuring Snow                            | 2019 |
| Everybody (Backstreet’s Back)          | Millennium Alert (as made famous by Backstreet Boys)   | 1997 |
| Fancy                                  | Twice                                                  | 2019 |
| Fancy Footwork                         | Chromeo                                                | 2007 |
| Fit but You Know It                    | The Streets                                            | 2004 |
| Get Busy                               | Koyotie                                                | 2019 |
| God Is a Woman                         | Ariana Grande                                          | 2018 |
| High Hopes                             | Panic! at the Disco                                    | 2018 |
| I Am the Best                          | 2NE1                                                   | 2011 |
| I Don’t Care                           | Ed Sheeran és Justin Bieber                            | 2019 |
| I Like It                              | Cardi B, Bad Bunny és J Balvin                         | 2018 |
| Infernal Gallop (Can-Can)              | The Just Dance Orchestra                               | 1858 |
| Into the Unknown                       | Idina Menzel (közreműködik Aurora)                     | 2019 |
| Just an Illusion                       | Equinox Stars (as made famous by Imagination)          | 1982 |
| Keep In Touch                          | JD McCrary                                             | 2019 |
| Kill This Love                         | Blackpink                                              | 2019 |
| Le Bal Masqué                          | Dr. Creole (as made famous by La Compagnie Créole)     | 1984 |
| Ma Itū                                 | Stella Mwangi                                          | 2019 |
| My New Swag                            | Vava (közreműködik Ty. és Nina Wang)                   | 2017 |
| Old Town Road (Remix)                  | Lil Nas X (közreműködik Billy Ray Cyrus)               | 2019 |
| Policeman                              | Eva Simons (közreműködik Konshens)                     | 2015 |
| Rain Over Me                           | Pitbull (közreműködik Marc Anthony)                    | 2011 |
| Skibidi                                | Little Big                                             | 2018 |
| Só Depois do Carnaval                  | Lexa                                                   | 2019 |
| Soy Yo                                 | Bomba Estéreo                                          | 2015 |
| Stop Movin’                            | Royal Republic                                         | 2019 |
| Sushi                                  | Merk & Kremont                                         | 2018 |
| Taki Taki                              | DJ Snake (közreműködik Selena Gomez, Ozuna és Cardi B) | 2018 |
| Talk                                   | Khalid                                                 | 2019 |
| Tel Aviv                               | Omer Adam (közreműködik Arisa)                         | 2013 |
| The Time (Dirty Bit)                   | The Black Eyed Peas                                    | 2010 |
| Ugly Beauty                            | Jolin Tsai                                             | 2018 |
| Vodovorot                              | XS Project                                             | 2011 |

1. ↑  Kizárólag a nyolcadik generációs konzolokon
2. ↑  Wiin alapértelmezetten elérhető, a többi platformon egy kóddal lehet megnyitni
3. ↑  Kizárólag internetkapcsolattal rendelkező nyolcadik generációs konzolokon
4. 1 2  A demóverzióban is elérhető

### Just Dance Unlimited
A Just Dance Unlimited fizetős szolgáltás, amely kizárólag a nyolcadik generációs platformokon érhető el.
Just Dance Unlimited-exkluzív dalok:
| Dal                   | Előadó                                | Év   | Megjelenés                                                        |
| --------------------- | ------------------------------------- | ---- | ----------------------------------------------------------------- |
| "Djadja"              | Aya Nakamura                          | 2018 | 2019. november 5. (Franciaország) 2019. december 5. (világszerte) |
| 10.000 Luchtballonnen | K3                                    | 2015 | 2019. november 5. (Benelux) 2019. december 23. (világszerte)      |
| Spinning (Кружит)     | Monatik                               | 2016 | 2019. november 5. (Oroszország) 2019. december 23. (világszerte)  |
| Panini                | Lil Nas X                             | 2019 | 2019. december 19.                                                |
| Sucker (MT)           | Jonas Brothers                        | 2019 | 2020. január 16.                                                  |
| Don’t Call Me Up      | Mabel                                 | 2019 | 2020. január 23.                                                  |
| 1999                  | Charli XCX és Troye Sivan             | 2018 | 2020. január 30.                                                  |
| Woman Like Me         | Little Mix (közreműködik Nicki Minaj) | 2018 | 2020. május 14.                                                   |
| X                     | Nicky Jam és J Balvin                 | 2018 | 2020. május 20.                                                   |
| Boys (Alternate)      | Lizzo                                 | 2018 | 2020. május 28.                                                   |
| Hype                  | Dizzee Rascal és Calvin Harris        | 2016 | 2020. július 23.                                                  |
| La Respuesta (MT)     | Becky G és Maluma                     | 2019 | 2020. július 30.                                                  |
| Crayon                | G-Dragon                              | 2012 | 2020. augusztus 6.                                                |
| White Noise           | Disclosure (közreműködik AlunaGeorge) | 2013 | 2020. augusztus 13.                                               |

- Az (MT) azt jelöli, hogy a dal eredetileg alapértelmezetten elérhető lett volna

1. ↑  A játék francia verziójában alapértelmezetten elérhető
2. ↑  A játék Benelux verziójában alapértelmezetten elérhető
3. ↑  A játék orosz verziójában alapértelmezetten elérhető

## Fogadtatás

### Eladások
A Just Dance 2020 a tizenötödik helyen mutatkozott be a brit játékeladasi listán, az eladások 55 százalékát a Nintendo Switch-, 21 százalékát a Wii-, 14 százalékát a PlayStation 4-, illetve 10 százalékát az Xbox One-verzió tette ki. A Nintendo Switch-változat a harmadik helyen mutatkozott be a tajvani, míg a PlayStation 4-változat a negyedik helyen a dél-koreai eladási listákon. Japánban a Switch-verzióból 2533 példány kelt el a megjelenésének hetében, ezzel a hét huszonhatodik legkelendőbb játéka lett.

### Díjak és jelölések
A játékot jelölték a „Legjobb családi/közösségi játék” kategóriában a 2019-es Titanium Awardson, valamint a „Legjobb játék szolgáltatásként” kategóriában a 2020-as Pégases Awardson.

## Fordítás
- Ez a szócikk részben vagy egészben  a   Just Dance 2020 című angol Wikipédia-szócikk ezen változatának fordításán alapul.  Az eredeti cikk szerkesztőit annak laptörténete sorolja fel. Ez a jelzés csupán a megfogalmazás eredetét és a szerzői jogokat jelzi, nem szolgál a cikkben szereplő információk forrásmegjelöléseként.